# Andance
Andance é uma comuna francesa na região administrativa de Auvérnia-Ródano-Alpes, no departamento de Ardèche. Estende-se por uma área de 6,52 km². Em 2010 a comuna tinha 1 225 habitantes (densidade: 187,9 hab./km²).